# Nati nel 1363
| Questa pagina contiene informazioni ricavate automaticamente dalle voci biografiche con l'ausilio del template Bio e di un bot. L'aggiornamento è periodico e automatico e ricostruisce completamente la pagina. Se manca una persona in questa lista, sei pregato di non aggiungerla, ma accertati piuttosto che la sua voce biografica contenga il template Bio e che i dati anagrafici siano correttamente compilati. Se il template Bio manca, inseriscilo tu stesso o, in alternativa, metti l'avviso {{tmp\|Bio}} che ne segnala la mancanza. Se i dati riportati sono sbagliati, correggi direttamente la voce biografica; le modifiche saranno visibili in questa lista entro pochi giorni. Per chiarimenti vedi il progetto biografie. La lista contiene solo le 12 persone che sono citate nell'enciclopedia e per le quali è stato implementato correttamente il template Bio. Pagina aggiornata al 2 apr 2025. |

- 21 febbraio - Elisabetta Plantageneta, duchessa di Exeter, principessa inglese († 1426)
- 2 luglio - Maria di Sicilia, duchessa († 1401)
- 13 dicembre - Jean Gerson, teologo e filosofo francese († 1429)
- Agnese Visconti, nobile italiana († 1391)
- Thomas Clifford, VI barone Clifford, nobile e militare inglese († 1391)
- Antonio della Scala, politico e militare italiano († 1388)
- Francesco di Valdambrino, scultore italiano († 1435)
- Giovanni II di Berry, conte francese († 1401)
- Nefise Hatun, principessa ottomana
- Amedeo di Savoia-Acaia, principe († 1402)
- Jean de Montaigu, funzionario francese († 1409)
- Margherita di Baviera, nobildonna tedesca